# Ленсойс-Мараньенсис (микрорегион)

Ленсойс-Мараньенсис на карте.

Ленсойс-Мараньенсис (порт. Microrregião dos Lençois Maranhenses) — микрорегион в Бразилии, входит в штат Мараньян. Составная часть мезорегиона Север штата Мараньян. Население составляет 176 200 человек (на 2010 год). Площадь — 10 754,950 км². Плотность населения — 16,38 чел./км².

## Демография
Согласно сведениям, собранным в ходе переписи 2010 г. Национальным институтом географии и статистики (IBGE), население микрорегиона составляет:
| Полное население                             | Полное население                             | Полное население                             | Полное население                             | 176 200 |
| -------------------------------------------- | -------------------------------------------- | -------------------------------------------- | -------------------------------------------- | ------- |
| в том числе:                                 | Городское население                          | 63 812                                       | Процент городского населения, %              | 36,22   |
|                                              | Сельское население                           | 112 388                                      | Процент сельского населения, %               | 63,78   |
|                                              | Мужское население                            | 90 722                                       | Процент мужского населения, %                | 51,49   |
|                                              | Женское население                            | 85 478                                       | Процент женского населения, %                | 48,51   |
| Плотность населения, чел/км²                 | Плотность населения, чел/км²                 | Плотность населения, чел/км²                 | Плотность населения, чел/км²                 | 16,38   |
| Население микрорегиона в % к населению штата | Население микрорегиона в % к населению штата | Население микрорегиона в % к населению штата | Население микрорегиона в % к населению штата | 2,68    |

## Статистика
- Валовой внутренний продукт на 2003 год составляет 142 788 527,00 реалов (данные: Бразильский институт географии и статистики).
- Валовой внутренний продукт на душу населения на 2003 год составляет 1011,55 реалов (данные: Бразильский институт географии и статистики).
- Индекс развития человеческого потенциала на 2000 год составляет 0,544 (данные: Программа развития ООН).

## Состав микрорегиона
В составе микрорегиона включены следующие муниципалитеты:
1. Баррейриньяс
2. Умберту-ди-Кампус
3. Паулину-Невис
4. Примейра-Крус
5. Санту-Амару-ду-Мараньян
6. Тутоя